# Spencer Bassett
Spencer Thomas Bassett (* 23. Juli 1885 in Blackheath; † 11. April 1917 in Frankreich) war ein englischer Fußballspieler.

## Karriere
Bassett spielte für Maidstone United, bevor er 1906 zu Woolwich Arsenal kam. Im Mai 1907 erhielt er einen Profivertrag, spielte aber weiterhin im Reserveteam in der South Eastern League und gewann mit der Mannschaft 1907/08 dort die Meisterschaft. Seinen einzigen Einsatz in der Football League First Division hatte er als rechter Außenläufer an der Seite von Roddy McEachrane und Matthew Thomson am 7. Oktober 1909 bei einer 1:5-Niederlage gegen Notts County. 1910 verließ er Arsenal und spielte in der Folge in der Southern League, zunächst für drei Jahre bei Exeter City, bei denen er in der Saison 1911/12 sämtliche 38 Ligaspiele bestritt. Die Saison 1913/14 spielte er bei Swansea Town, mit dem dortigen Spielertrainer Walter Whittaker hatte er bereits bei Exeter zusammengespielt und gehörte zu jener Mannschaft, der es als erstem walisischen Team gelang, sich für die Hauptrunde des FA Cups zu qualifizieren (Aus in der 2. Hauptrunde gegen Queens Park Rangers). Insgesamt absolvierte er für Swansea in deren zweiter Saison als Profiteam, neben 24 Ligaeinsätzen, sechs Partien im FA Cup und zwei im Welsh Cup. Zuletzt spielte er 1914/15 fünf Partien für Southend United in der Southern League.
Während des Ersten Weltkriegs diente Bassett in Frankreich an der Westfront in der Royal Garrison Artillery. Er kam 32-jährig am 11. April 1917 in der Schlacht von Arras ums Leben.